# Jarosław Jaromi Drażewski
Jarosław Jaromi Drażewski (ur. 21 maja 1961 w Poznaniu) – polski muzyk, kompozytor, gitarzysta rockowy, bluesowy i jazzowy.

## Życiorys
Od dzieciństwa mieszka w Kościanie, gdzie rozpoczął działalność w grupie muzycznej The Key do której dołączył w 1980 roku. Rok później dołączył do grupy Omen. W 1986 roku we współpracy z Eugeniuszem „Flakonem” Flisikowskim założył zespół Two Players, z którym zdobył m.in. wyróżnienie na kościańskiej Musicoramie'86, oraz 1. miejsca na 2. i 3. Konkursie Młodych Instrumentalistów – w Osiecznej w latach 1986 i 1987.
Solową działalność rozpoczął koncertem w ramach konkursu, podczas festiwalu Zaczarowany Świat Harmonijki w 1990. W latach 1991–1992 wraz z Andrzejem „Batonem” Batyckim, stworzył duet o nazwie House Platz Blues. Od roku 1993, datuje się współpraca Jaromiego z zespołem Blues Flowers, a w roku 1996 wraz z Michałem Kielakiem założył duet od nazwie Cielak & Jaromi. W roku 1999 dołączył do zespołu Blues Menu, w którego skład wchodził do roku 2006, a z którym aktualnie gościnnie współpracuje. Wiosną 2011 roku, zakłada zespół Jaromi zez Ekom.
W roku 2002, wraz z muzykami – aktorami z Objazdowego Teatru Czudaki, utworzył efemeryczny zespół Yassny Gvint, z którym nagrał jedną płytę. W roku 2003 Jaromi wziął gościnny udział w nagraniu płyty Michała Cielaka Kielaka, pt. Tribute to Ryszard Skiba Skibiński.
W różnych okresach działalności, Jaromi grał też okazjonalnie lub gościnnie z zespołami: Four Pink Flowers, Bluesdorf Orchestra, Hot Water, Green Grass, DzieńDobry, Sexy Mama, Zespół Kolędniczy Michała Dolaty, Zespół Objazdowego Teatru Czudaki, Szulerzy, Coolish Blues Session, Kasa Chorych, Doktor Blues, oraz w efemerycznych grupach: Jacek Siciarek & Jaromi, Jaromi & Tomek Kuro Kalemba, Fajfusowy Tercet Bluesowy, Jam Ping Pong.

## Nagrody
- 2004 Płyta zespołu Blues Flowers pt. Spoko Wodza, otrzymała tytuł Bluesowej Płyty Roku, w plebiscycie pisma Gitara i Bas
- 2006 Płyta Jaromiego Polski blues standards, wznowiona przez wytwórnię Flower Records, otrzymała nominację do Nagrody Akademii Fonograficznej: Fryderyk '2006, w kategorii: Album Roku Etno-Folk.
- 2007 Płyta Jaromiego Polski blues standards, zdobyła czwarte miejsce w plebiscycie: Wirtualne Gęśle 2007.
- 2009 Płyta zespołu Blues Flowers pt. Smacznego!, otrzymała nominację do Nagrody Akademii Fonograficznej: Fryderyk '2009, w kategorii: Album Roku Blues.

## Dyskografia

### Albumy
- 1993 Jaromi – Sings The Blues
- 1994 Blues Flowers – Koncert 100%
- 1997 Blues Flowers – Nie będę grzecznym chłopcem
- 1999 Jaromi – Jestem bluesmanem
- 2002 Yassny Gvint – Virtualni Virtuozi
- 2002 Jaromi – Ballada o Obcym i o Jaśku Warchole
- 2003 Cielak & Jaromi – Rozum Cielęcy
- 2003 Blues Flowers – Spoko Wodza
- 2003 Jaromi – Folk Goes Blues
- 2004 Jaromi – E x p e r i e n c e d
- 2004 Jaromi & Szulerzy – Gra w piki daje wyniki
- 2004 Blues Menu – Za ścianą rodzi się blues
- 2004 Jaromi – B l u e T r, a i n
- 2005 Cielak & Jaromi – Koncert w Ostrzeszowie Dla Kawy
- 2005 Jaromi – Bluesy jednoosobowe
- 2005 Blues Flowers – b l u e s m e n t y
- 2005 Jaromi – Polski blues standards
- 2007 Jaromi – Boogie Woogie Centryfugi
- 2008 Blues Flowers – Smacznego!
- 2008 Blues Menu – Chiński Mur
- 2010 Jaromi – Blubrane bluesy zez Pyrlandii
- 2010 Blues Menu – Na żywo w Bajce
- 2012 Jaromi zez Ekom – Blubrana migana zez Kościana

### Single
- 1999 Jaromi – Tylko blues
- 1999 Jaromi – Co za smutek
- 1999 Jaromi – Blues o kelnerki miłości szalonej
- 2000 Dzień Kobiet – Letnie grzanie
- 2002 Yassny Gvint – Gdy zapłacą mnie pieniążki
- 2002 Blues Flowers – Gdybym tylko mógł
- 2003 Blues Flowers – Nie będę grzeczną dziewczynką
- 2003 Blues Flowers – Cieszymy się jak dzieci
- 2004 Blues Flowers – Bo mnie nie o to szło
- 2004 Jaromi – Pewne nieścisłości
- 2004 Jaromi & Szulerzy – Jestem bluesmanem
- 2004 Jaromi – Jaromiego kariera polityczna
- 2005 Blues Flowers – Trabant blues
- 2005 Jaromi – Kiedy byłem małym chłopcem
- 2006 Jaromi – Doktor Śliwka
- 2006 Blues Flowers – Łojotok z plastiku
- 2006 Jaromi – Podatki i ZUS blues
- 2007 Blues Flowers – Syrenka blues
- 2009 Jaromi – Frechowno baba
- 2009 Jaromi – Nie byde fifnym szarankiym
- 2010 Jaromi – Pyrki dla Pężyrki
- 2010 Cielak & Jaromi – Maślunka blues
- 2011 Jaromi – Jaromiego maxi singiel pierwszy
- 2012 Jaromi zez Ekom – Bo ciyngiym jadakum kłapała

### Kompilacje
- 1997 Encyklopedia Muzyki Popularnej – Blues w Polsce
- 2002 magazyn – Estrada i Studio
- 2008 Antologia Polskiego Bluesa – blues i okolice
- 2008 Antologia Polskiego Bluesa – blues mieszka w Polsce
- 2009 Antologia Polskiego Bluesa – świeża krew
- 2010 smooth jazz po polsku
- 2010 Blues Made in Poland 2009

### Gościnnie
- 2003 Michał Cielak Kielak – tribute to Ryszard „Skiba” Skibiński
- 2007 Olek Blues – Bluesidło
- 2008 Olek Blues – Szacunek i uznanie
- 2008 Olek Blues – Blues z obrazka
- 2009 Polish Blues Session – Ostrzeszów 2005

## Wideografia
- 2007 Jaromi – Jaś Fasola Polskiego Bluesa (DVD)
- 2009 Jaromi – Ja Ro Mi Fa So La Si Do – czyli: Dalszy ciąg przygód Jasia Fasoli Polskiego Bluesa (DVD)